# Misión imposible: Sentencia final
Misión imposible: La Sentencia final (en inglés: Mission: Impossible – The Final Reckoning) es una película de espías y acción estadounidense de 2025, protagonizada por Tom Cruise, quien repite su papel de Ethan Hunt, y escrito y dirigido por Christopher McQuarrie. Es la octava y última entrega de la serie de películas Misión imposible, y la cuarta película de la serie que es dirigida por McQuarrie, después de Rogue Nation y Fallout. La película está protagonizada por Tom Cruise, Ving Rhames, Simon Pegg, Vanessa Kirby, Mariela Garriga, Henry Czerny, Angela Bassett y Frederick Schmidt, todos los cuales repiten sus papeles de las películas anteriores, junto con Hayley Atwell, Esai Morales, Pom Klementieff, Shea Whigham, Rob Delaney, Charles Parnell, Indira Varma y Mark Gatiss que se unirán a la franquicia.
En enero de 2019, Cruise anunció que la séptima y octava película de "Misión: Imposible" se filmarían consecutivamente y que McQuarrie escribiría y dirigiría ambas películas. Los planes para la película cambiaron más tarde en febrero de 2021. Poco después se anunciaron los miembros del elenco que regresaban y los nuevos; además, Lorne Balfe, que había compuesto la banda sonora de dos películas de la saga, volvió a componer la banda sonora de la película, aunque Balfe luego abandonó la producción y fue reemplazado por Max Aruj y Alfie Godfrey. El rodaje comenzó en marzo de 2022 en el Reino Unido junto con otros lugares de rodaje, tales como Malta, Sudáfrica y Noruega. Se detuvo en julio de 2023 debido a la huelga de SAG-AFTRA.
Misión imposible: Sentencia final se estrenó mundialmente en Tokio el 5 de mayo de 2025, se proyectó fuera de concurso en el 78º Festival de Cine de Cannes el 14 de mayo y Paramount Pictures la estrenó en los cines de Estados Unidos el 23 de mayo. La película recibió críticas positivas de la crítica y ha recaudado 595,5 millones de dólares en todo el mundo, convirtiéndose en la sexta película más taquillera de 2025, además de tener el mayor fin de semana de estreno de la franquicia.

## Argumento
Dos meses después de haberle quitado la llave de La Entidad a Gabriel en Austria, el agente Ethan Hunt, de la Fuerza de Misión imposible (FMI) escucha un mensaje clasificado de Erika Sloane, actual presidenta de los Estados Unidos. Gabriel y La Entidad siguen prófugos, ya que La Entidad ha corrompido el ciberespacio y manipulado la información para enfrentar a la humanidad. Incluso se ha inspirado una secta apocalíptica en torno a La Entidad. La única forma de detenerla es encontrar su código fuente original, escondido en un submarino ruso y protegido bajo la llave cruciforme que Hunt ha logrado ocultarle a Gabriel. Hunt teme que si el gobierno se hace con La Entidad, la use contra otras naciones. Sloane le dice a Ethan que matar a La Entidad aniquilaría por completo el ciberespacio, sumiendo al mundo en otra guerra. Le ruega a Hunt que se rinda antes de que el mensaje se autodestruya.
Hunt se reúne con Benji y Luther antes de ir a una prisión austriaca para liberar a Paris, antigua cómplice de Gabriel.  La escoltan los agentes Jasper Briggs y Theo Degas, hasta que Hunt y Benji se infiltran en la prisión. Discuten brevemente con los dos agentes hasta que Hunt convence a Jasper y Degas de que les permitan llevársela para detener a La Entidad.
El equipo se dirige a la Embajada de Estados Unidos en Londres. Otros dos agentes detectan a Ethan y se preparan para entregarlo, hasta que Grace aparece y les roba sus radios de comunicación, obligándolos a dejarlo ir. Le dice a Hunt que Kittridge la envió a buscarlo. De repente, un par de matones de Gabriel aparecen y los neutralizan. 
Gabriel los captura y obliga a Hunt a recuperar el módulo central, que se revela como la Pata de conejo, del submarino ruso hundido Sebastopol. Esto le daría control sobre el código fuente de la Entidad. Hunt y Grace escapan con la ayuda del agente del FMI Benji Dunn y los nuevos reclutas Paris y Theo Degas. Descubren un dispositivo que Gabriel usaba para comunicarse con la Entidad, lo que le muestra a Hunt una visión de un apocalipsis nuclear inminente. Hunt se da cuenta de que la Entidad necesita acceder a un búnker digital seguro en Sudáfrica para asegurar su supervivencia.
Hunt envía a su equipo a recuperar las coordenadas del Sebastopol, mientras se reúne con Luther Stickell para desarmar un dispositivo nuclear que Gabriel instaló en Londres. Stickell revela que desarrolló un malware para la Entidad llamado la Píldora Venenosa, pero Gabriel lo ha robado. Sacrificándose, Stickell se queda para detener la bomba. Hunt se rinde entonces ante la presidenta estadounidense Erika Sloane, quien insta a la cooperación debido al creciente control de la Entidad sobre los sistemas nucleares globales. A solo cuatro días de que lance ataques globales, Hunt convence a Sloane para que le permita actuar de forma independiente para localizar el Sevastopol, a pesar de las objeciones del director de la CIA, Eugene Kittridge.
El equipo de Hunt viaja a la isla de San Mateo, en el mar de Bering, donde se encuentra un conjunto de sonares de la Guerra Fría que detectó el hundimiento del Sevastopol. Localizan al exanalista de la CIA William Donloe, quien fue exiliado a la isla décadas antes tras un allanamiento a la sede de la CIA. Donloe revela que memorizó las coordenadas del Sevastopol tras reconocer la señal del sonar. Mientras Grace y Tapeesa, la esposa de Donloe, repelen a una unidad de ocupación de las fuerzas especiales rusas en un tiroteo, Donloe transmite las coordenadas al equipo.
Hunt se une al portaaviones USS George H. W. Bush en el Océano Pacífico Norte para bucear hacia los restos del Sebastopol. Hunt recupera el módulo, pero accidentalmente provoca que el naufragio se deslice por la plataforma continental. Escapando por poco, Hunt se ahoga durante el ascenso, pero Grace y Tapeesa lo rescatan y lo reviven de la enfermedad por descompresión utilizando una cámara de descompresión improvisada. Reunido con el equipo del FMI, Hunt describe su plan: usar la Píldora Venenosa para cargar y aislar la Entidad en una unidad física, aislándola del mundo exterior. Hunt sospecha que Gabriel ya está esperando en el búnker sudafricano con la Píldora Venenosa, con el objetivo de tomar el control de la Entidad obligando a Hunt a entregar el módulo.
El equipo llega al búnker en Sudáfrica, solo para encontrarlo abandonado, salvo por Gabriel y sus aliados. Este revela otro dispositivo nuclear con una cuenta regresiva de veinte minutos, exigiendo el módulo. Hunt accede, pero la entrega es interrumpida por Kittridge, quien quiere que Estados Unidos controle la Entidad. La bomba se activa en el tiroteo subsiguiente, y Gabriel huye, sabiendo que Hunt lo perseguirá. Paris realiza una cirugía de emergencia a Benji, gravemente herido, mientras guía a Grace a reiniciar los sistemas del búnker para atrapar a la Entidad. Donloe le da al equipo tiempo suficiente para que todos escapen sanos y salvos antes de que la bomba detone.
Hunt persigue a Gabriel en un biplano, sube a su avión en el aire y, tras no lograr quitárselo de encima, Gabriel salta con un paracaídas, pero muere al golpear el timón del avión. Hunt encuentra un segundo paracaídas, escapa con la Píldora Venenosa y la une al módulo, lo que permite a Grace terminar la carga. Kittridge y el agente de la CIA Jasper Briggs encuentran a Ethan; Kittridge se frustra cuando Ethan entrega el módulo destruido del Sevastopol mientras Briggs —quien resulta ser James Phelps Jr., hijo de Jim Phelps, el líder original del equipo de Ethan— hace las paces con él. El equipo del FMI se reúne en Londres, donde Grace le entrega a Hunt la Entidad, ahora aislada y segura en el disco, y el equipo toma caminos separados.

## Reparto
| Actor             | Personaje        |
| ----------------- | ---------------- |
| Tom Cruise        | Ethan Hunt       |
| Hayley Atwell     | Grace            |
| Ving Rhames       | Luther Stickell  |
| Simon Pegg        | Benji Dunn       |
| Esai Morales      | Gabriel          |
| Pom Klementieff   | Paris            |
| Mariela Garriga   | Marie            |
| Henry Czerny      | Eugene Kittridge |
| Angela Bassett    | Erika Sloane     |
| Shea Whigham      | Jasper Briggs    |
| Greg Tarzan Davis | Degas            |
| Frederick Schmidt | Zola Mitsopolis  |
| Pável Lychnikov   | Capitán Koltsov  |

McQuarrie describió el personaje de Atwell como una "fuerza destructiva de la naturaleza", mientras que Atwell explicó que las lealtades de su personaje son "algo ambiguas" y dijo: "He estado viviendo en una crisis existencial desde octubre, pensando '¿quién soy yo? ¿quién soy yo?' Un actor en busca de un personaje... Hay ambigüedad... lo interesante que estamos explorando es su resistencia a una situación en la que se encuentra. Cómo comienza, dónde se convierte. El viaje de lo que entra y qué se le pide y potencialmente dónde termina ".

## Producción

### Desarrollo
El 14 de enero de 2019, Tom Cruise anunció que la séptima y octava entregas de la saga Misión imposible serían filmadas de manera consecutiva con Christopher McQuarrie como guionista y director de ambas películas, con estrenos previstos para el 23 de julio de 2021 y el 5 de agosto de 2022.
Sin embargo, en febrero de 2021, Deadline Hollywood informó que Paramount había decidido no continuar con dicho plan.

### Reparto
En septiembre de 2019, Hayley Atwell y Pom Klementieff se unieron al elenco de la octava entrega.
En diciembre, Simon Pegg confirmó su regreso para la película, mientras que Shea Whigham también fue anunciado como parte del elenco.
En enero de 2020, Nicholas Hoult se unió al reparto junto con Henry Czerny, quien retomó su papel como Eugene Kittridge. Sin embargo, Hoult fue reemplazado posteriormente por Esai Morales debido a conflictos de agenda.
Vanessa Kirby, quien apareció por primera vez en Fallout, anunció que regresaría para ambas películas, aunque finalmente no participó en Final Reckoning.
En 2022 y 2023 se sumaron más actores como Holt McCallany, Nick Offerman, Janet McTeer, Hannah Waddingham, Lucy Tulugarjuk y Rolf Saxon (quien retoma su papel de la primera película). Posteriormente, en 2024, se anunciaron las incorporaciones de Katy O'Brian, Tramell Tillman y Angela Bassett (como la directora de la CIA Erika Sloane).

### Rodaje
En noviembre de 2021, McQuarrie comenzó a reescribir el guion de la película. El 23 de marzo de 2022, se informó que había comenzado la fotografía principal en el Reino Unido, en los Estudios Longcross y en el Distrito de los Lagos. Otras locaciones incluyeron Malta, Sudáfrica y Noruega.
En marzo de 2023, el rodaje se trasladó a Apulia, Italia, donde se filmaron escenas a bordo del portaaviones estadounidense USS George H. W. Bush.
Durante la huelga SAG-AFTRA 2023, se pensó que la producción se había pausado, aunque luego se aclaró que solo se había retrasado para permitir la promoción de la primera parte. Posteriormente, la filmación fue suspendida oficialmente en julio debido a la huelga del sindicato SAG-AFTRA de 2023.
La producción se reanudó en marzo de 2024, aunque en mayo sufrió un retraso por una falla en un submarino. Durante el rodaje en Inglaterra, Cruise y Morales realizaron acrobacias desde un biplano, con Cruise colgando del ala mientras el avión volaba boca abajo.
En julio de 2024, Simon Pegg confirmó que había finalizado su participación en el rodaje. Para noviembre, la producción concluyó oficialmente y la película pasó a etapa de posproducción. Según The Hollywood Reporter, el presupuesto había alcanzado casi los 400 millones de dólares debido a los múltiples retrasos.

### Posproducción
Industrial Light & Magic regresó para encargarse de los efectos visuales, junto con Clear Angle Studios y Halon Entertainment, que aportaron servicios de escaneo LiDAR, captura digital y previsualización.
En octubre de 2023, se eliminó el subtítulo Dead Reckoning Part Two, y en noviembre se confirmó el nuevo subtítulo oficial como The Final Reckoning.

## Estreno
El estreno de la película se llevó a cabo el 23 de mayo de 2025. Anteriormente estaba programada para su lanzamiento el 5 de agosto de 2022. pero se retrasó hasta el 4 de noviembre de 2022, luego el 7 de julio de 2023, y luego a la fecha actual debido a la huelga SAG-AFTRA 2023.

## Recepción

### Taquillas
Al 17 de agosto de 2025, Mission: Impossible – The Final Reckoning ha recaudado $197.4 millones en Estados Unidos y Canadá, y $399.1 millones en otros territorios, para un total mundial de $596.5 millones.

#### Doméstico
En Estados Unidos y Canadá, The Final Reckoning se estrenó junto con Lilo & Stitch, y se proyectó inicialmente que recaudaría entre 80 y 110 dólares. millones durante el fin de semana de cuatro días del Día de los Caídos.  Final Reckoning ganó $24.8 millones en su día de apertura, que incluyeron $ 8.3 millones de dólares en las previsualizaciones del jueves por la noche, estableciendo un nuevo récord para el día de apertura de la franquicia. La película debutó con $64 millones durante su fin de semana estándar de tres días y alcanzó los $ 79 millones durante el fin de semana de cuatro días del Memorial Day, quedando en segundo lugar detrás de Lilo & Stitch . A pesar de no encabezar la taquilla, una primera vez para la franquicia, sin contar el estreno limitado de Mission: Impossible – Ghost Protocol's en IMAX y otros cines de gran formato en sus primeros cinco días, donde terminó tercero, contribuyó al fin de semana del Día de los Caídos más grande en la historia de la taquilla nacional, con todas las películas combinadas para un récord de $334.5 millones.  En su segundo fin de semana, la película recaudó 27,3 millones de dólares (una caída del 57%), quedando en segundo lugar por delante de Karate Kid: Legends .  En su tercer fin de semana, la película recaudó 14,8 millones de dólares (una caída del 45%) y cayó al tercer lugar detrás de From the World of John Wick: Ballerina.

#### Internacional
En China, The Final Reckoning encabezó la taquilla con una recaudación bruta de 25,6 millones de dólares, de los cuales 4,9 millones provenían de proyecciones en IMAX; también es el fin de semana de estreno más importante de IMAX para una película de Hollywood en China en 2025.  En India, la película alcanzó la marca de ₹100 crore  en la cuarta semana después del estreno. 

### Respuesta crítica
Las críticas de The Final Reckoning fueron en general positivas, pero moderadas en comparación con las entregas anteriores.  Varios críticos elogiaron las escenas de acción de la película, pero expresaron su descontento con la primera hora, que consideraron que se vio arrastrada por la exposición.  El consenso del sitio web dice: "Gargantuesca en acción, duración y alcance, The Final Reckoning es una despedida sentimental para Ethan Hunt que cumple su misión con un estilo característico para lo imposible". El público encuestado por CinemaScore le dio a la película una calificación promedio de "A–" en una escala de A+ a F, mientras que los encuestados por PostTrak le dieron un puntaje general positivo del 89%, y el 79% dijo que definitivamente recomendaría la película. 
Peter Bradshaw, de The Guardian, calificó la película con cinco estrellas de cinco, calificándola de "una aventura increíblemente tonta y muy entretenida que periódicamente nos ofrece un montaje de flashbacks de los grandes éxitos de las otras siete películas".  En otra reseña positiva, Michael Phillips, del Chicago Tribune, afirmó que la película era un "final satisfactorio para una franquicia de ocho películas" y elogió el regreso de Rolf Saxon: "Puede que no esté colgado de un biplano, pero el jugador más improbable del año convierte a Final Reckoning en algo mejor que un superhumano: humano".  Robbie Collin, de The Daily Telegraph, comentó: "Incluso para los ya consolidados estándares de la serie, esta, considerada la última entrega de la franquicia Misión: Imposible de Tom Cruise, es una obra deslumbrante".  Ann Hornaday, de The Washington Post, le otorgó a la película 3 de 4 estrellas, afirmando que se mantiene fiel a los principios básicos de la franquicia, aunque a menudo resulte vaga y redundante, y elogió especialmente "una referencia a la primera película que logra una armonía de humor y sentimentalismo particularmente acertada". 
Brian Tallerico de RogerEbert.com fue más crítico con la película, calificando su primera hora de "difícil de manejar y realmente torpe" y "el peor segmento de toda la franquicia", aunque señaló que las secuencias de acción durante los momentos culminantes de la película fueron "suficientes para ignorar todo lo malo de la película hasta ese momento".  Cary Darling, del Houston Chronicle, describió la película como una "entrega decepcionante" que se sentía "hinchada y cansada, a pesar del vertiginoso y elevado trabajo de acrobacias en el clímax de la película". También criticó su duración, afirmando que "casi tres horas (la más larga de la serie), lleva muchísimo tiempo lograr despegar". 

### Reconocimientos
Tom Cruise estableció un récord mundial Guinness por la mayor cantidad de saltos en paracaídas en llamas realizados por un individuo mientras filmaba una de las escenas finales de la película, donde Cruise quemó su primer paracaídas rociado con líquido inflamable antes de abrir su segundo paracaídas. Esto se hizo 16 veces. Un artículo sobre el truco fue publicado en el sitio web de Guinness World Record el 5 de junio de 2025. 

## Futuro
En junio de 2023, McQuarrie le dijo a Fandango que Dead Reckoning y The Final Reckoning no necesariamente terminarían la serie y que estaban desarrollando ideas para futuras entregas.  En julio de 2023, durante la promoción de Dead Reckoning, Cruise expresó interés en repetir su papel de Hunt en futuras películas, citando la interpretación de Harrison Ford de Indiana Jones durante 40 años.  El 12 de noviembre de 2024, Jeff Sneider informó que Cruise buscó contratar a Glen Powell, su coprotagonista en Top Gun: Maverick (2022), para reemplazarlo como el nuevo protagonista de posibles futuras películas de Misión Imposible . Powell lo negó durante una aparición en The Pat McAfee Show .   En mayo de 2025, durante el estreno en Nueva York de The Final Reckoning, Cruise confirmó que la película sería su última película (interpretando a Ethan Hunt) en la serie, afirmando: "¡La película es la final! No se llama 'final' por nada". 